# Bois carbonisé
Les fragments de bois carbonisé ou d'aliments carbonisés peuvent être utilisés par les anthracologues, paléontologues, paléobotanistes, archéologues et xylologues pour identifier ou dater un contexte temporel.
Le bois est transformé en charbon de bois lorsqu'il est brûlé dans une atmosphère pauvre en oxygène à des températures de l'ordre de 250 à 500 °C. Au-dessous de 250 °C, une conversion incomplète en carbone se produit et le matériau peut alors être soumis à une dégradation aérobie de la même manière que le bois non altéré. Au-dessus de 500 °C, le bois se transforme en cendres et a beaucoup moins de chances de se conserver. Le charbon de bois peut être trouvé en quantité sur la plupart des sites archéologiques, ce qui en fait en théorie un matériau comparatif idéal.
L'anthracologie est la discipline de l'archéobotanique qui repose sur l'étude des bois carbonisés mis au jour en contexte archéologique.
La carbonisation (bois carbonisé), l'immersion dans l'eau (bois gorgé d'eau), la minéralisation et fossilisation (bois pétrifié) sont les trois moyens par lesquels un bois va défier les temps historiques.